# Yollada Suanyot
Yollada Suanyot (thaï : เกริกก้อง "นก" สวนยศ, aussi connue sous le pseudonyme Nok, née le 18 juin 1983) est une femme trans, personnalité politique et célébrité thaïlandaise.

## Biographie

### Enfance et éducation
Elle naît dans le district de Muang (Amphoe), dans la province de Nan (Thaï น่าน)  dont la capitale provinciale est la ville de Nan, qui est l'une des  provinces (changwat) du Nord de la Thaïlande. Son père est policier et sa mère propriétaire d'une épicerie.

### Carrière artistique
Suanyot obtient un diplôme en sciences de l'université Thammasat à l'âge de 21 ans, est titulaire d'une maîtrise en sciences politiques et obtient ensuite un doctorat en sciences sociales à l'Université Ramkhamhaeng. 
Après sa licence, elle participe au concours de beauté de femmes trans Miss Alcaza, qu'elle remporte en 2005 et en 2007. Elle remporte également des concours pour femmes cisgenres, avant d'en perdre son titre quand l'organisation découvre qu'elle est transgenre. Elle rejoint ensuite le groupe de musique pop Venus Flytrap (en), où elle se produit sous le nom de « Nok » ou de « Posh Spice », et lance sa ligne de bijoux, Carat & Secret. Elle est également propriétaire d'une chaîne de télévision, the Jewelry Channel,.
En 2007, elle écrit le livre Kathoey Kathoey, où elle raconte ses aventures en concours de beauté.

### Politique
Suanyot est fondatrice et présidente de la TransFemale Association of Thailand,. Elle y rencontre Ronnakrit Hamichart, un homme trans qui y fait du bénévolat et qui devient son compagnon.
Elle milite pour la reconnaissance des personnes transgenres par le gouvernement. En raison du manque de reconnaissance légale des personnes transgenres en Thaïlande, elle doit se présenter à l'élection sous son nom masculin et avec le préfixe masculin d'usage.  
Le 27 mai 2012, elle est élue pour représenter le district de Mueang Nan au sein de l'organisation de l'administration provinciale de la province de Nan en Thaïlande, s'étant présentée sans étiquette. Elle bat le maire sortant de la province, Phawat Sattayawong.